# 孔太阳盘虫
孔太阳盘虫（学名：Heliodiscus pertusus）为镜盘虫科太阳盘虫属的动物。分布于北太平洋以及中国南海等海域。